# Phare de Port Sanilac

Le phare de Port Sanilac (en anglais : Port Sanilac Light), est un phare de la rive ouest du lac Huron, situé sur Point Salinac près de Port Salinac dans le Comté de Sanilac, Michigan.
Ce phare est inscrit au Registre national des lieux historiques depuis le 19 juillet 1984 sous le n° 84001842 .

## Historique
Caractérisé par des eaux peu profondes et des bancs de sable, le tronçon de littoral de 75 milles (121 km) entre le phare de Fort Gratiot et le phare de la Pointe aux Barques est un danger pour la navigation. Même après la création du phare de Harbor Beach en 1875, 30 miles (48 km) de ligne de côte sont restés sans signalisation maritime.
Dix-huit ans après les premières tentatives pour obtenir un financement du Congrès, la station de Port Salinac a été établie et mise en service en 1886. Ce phare se trouve à 30 miles (48 km) au nord du phare de Fort Gratiot (le plus ancien du Michigan) à Port Huron.
La fondation du phare de Port Sanilac est en pierre de taille et en bois. La tour octogonale en forme de sablier (près de son sommet) est faite de briques étagées et inversées. Il mesure 4,30 m de diamètre à sa base et se rétrécit verticalement  à 2,70 m de diamètre sous la galerie. Évitant les corbeaux habituels, une douzaine de rangées de briques créent le support de la galerie, avec quatre empreintes pour les fenêtres, créant une salle d'observation pour les quatre points cardinaux.
Le phare de Port Sanilac est coiffé d'une lanterne en fonte qui abrite encore une lentille de Fresnel de quatrième ordre fabriquée par Barbier et Fenestre de Paris. Le phare se trouve au sommet d'un terrain élevé à la tête d'une petite baie.

### Statut actuel
Le complexe de Port Sanilac Light se compose actuellement de cinq structures historiques. En plus de la tour et de la résidence du gardien en brique ornée, on trouve la maison à carburant en brique et un puits recouvert d'une plate-forme de sécurité en planches de bois.
La lentille de Fresnel du quatrième ordre d'origine est toujours opérationnelle, étant l'une des 70 lentilles de ce type qui restent opérationnelles aux États-Unis dont seize sont utilisées sur les Grands Lacs, dont huit au Michigan.
En 2014, la propriété a été vendue En tant que propriété privée son accès est interdit. Mais des visites guidées menées par la Société historique du comté de Sanilac sont disponibles entre 11 h et 14 h le vendredi en juillet et août.

## Description
Le phare  est une tour octogonale en brique fonte claire-voie, avec galerie et lanterne , de 18 m de haut, attachée à une maison de gardien de deux étages. Le bâtiment est peint en blanc et le toit de la lanterne est rouge.
Son feu isophase émet, à une hauteur focale de 21 m, trois flashs blancs d'une seconde, espacés d'une seconde, par période de 10 secondes. Sa portée est de 16 milles nautiques (environ 30 km) pour le feu blanc et 12 milles nautiques (environ 22 km) pour le feu rouge. Il est équipé d'une corne de brume émettant un souffle de trois secondes par période de 30 secondes du 1er mai au 1er octobre. il est aussi équipé d'un radar Racon.

## Caractéristiques dufeu maritime
Fréquence : 10 secondes (W)
- Lumière : 1 seconde
- Obscurité : 1 seconde
- Lumière : 1 seconde
- Obscurité : 1 seconde
- Lumière : 1 seconde
- Obscurité : 5 secondes

Identifiant : ARLHS : USA-651 ; USCG :  7-10115 .

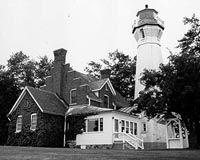
Le phare (photo USCG)
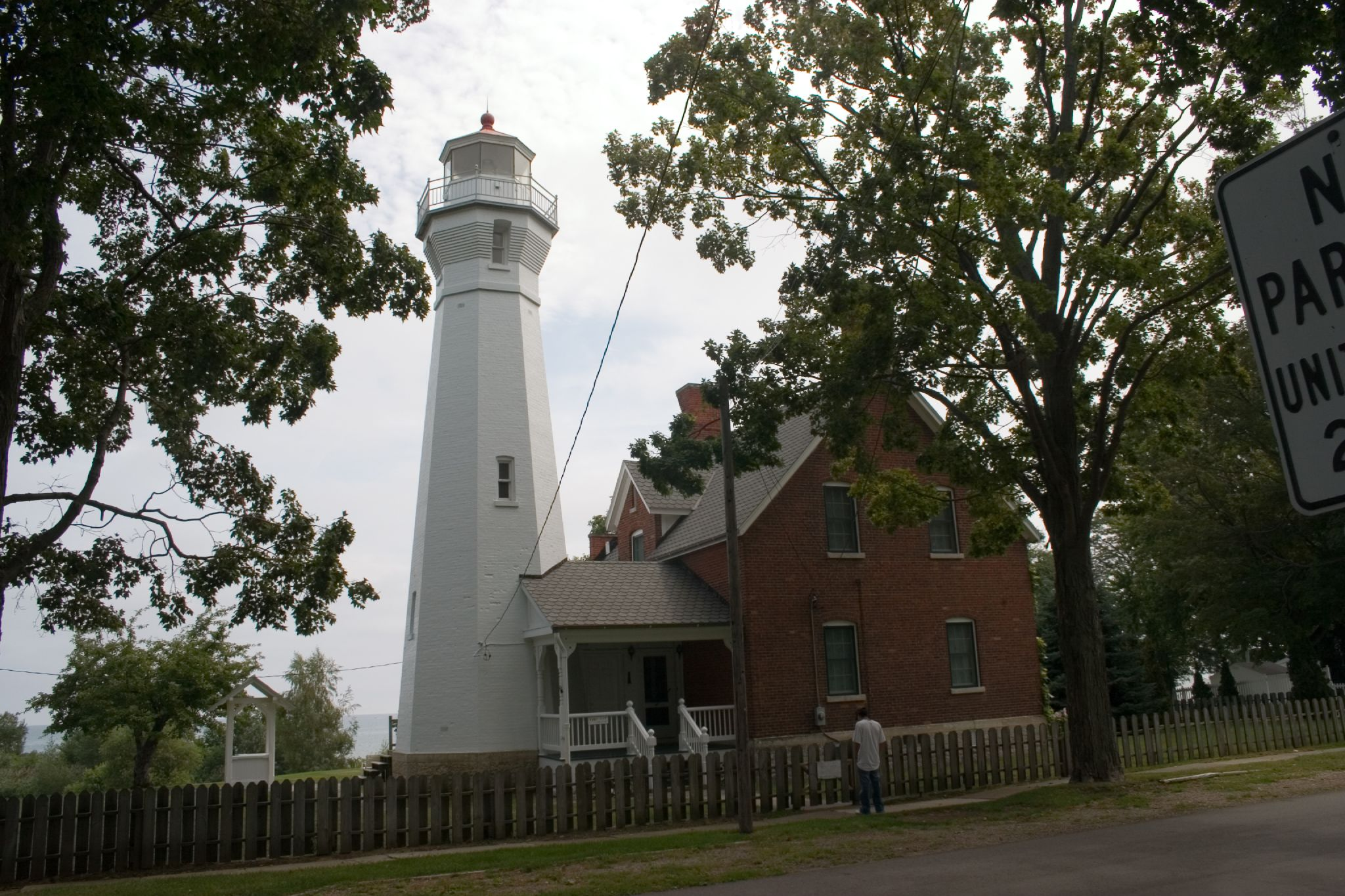
Le phare
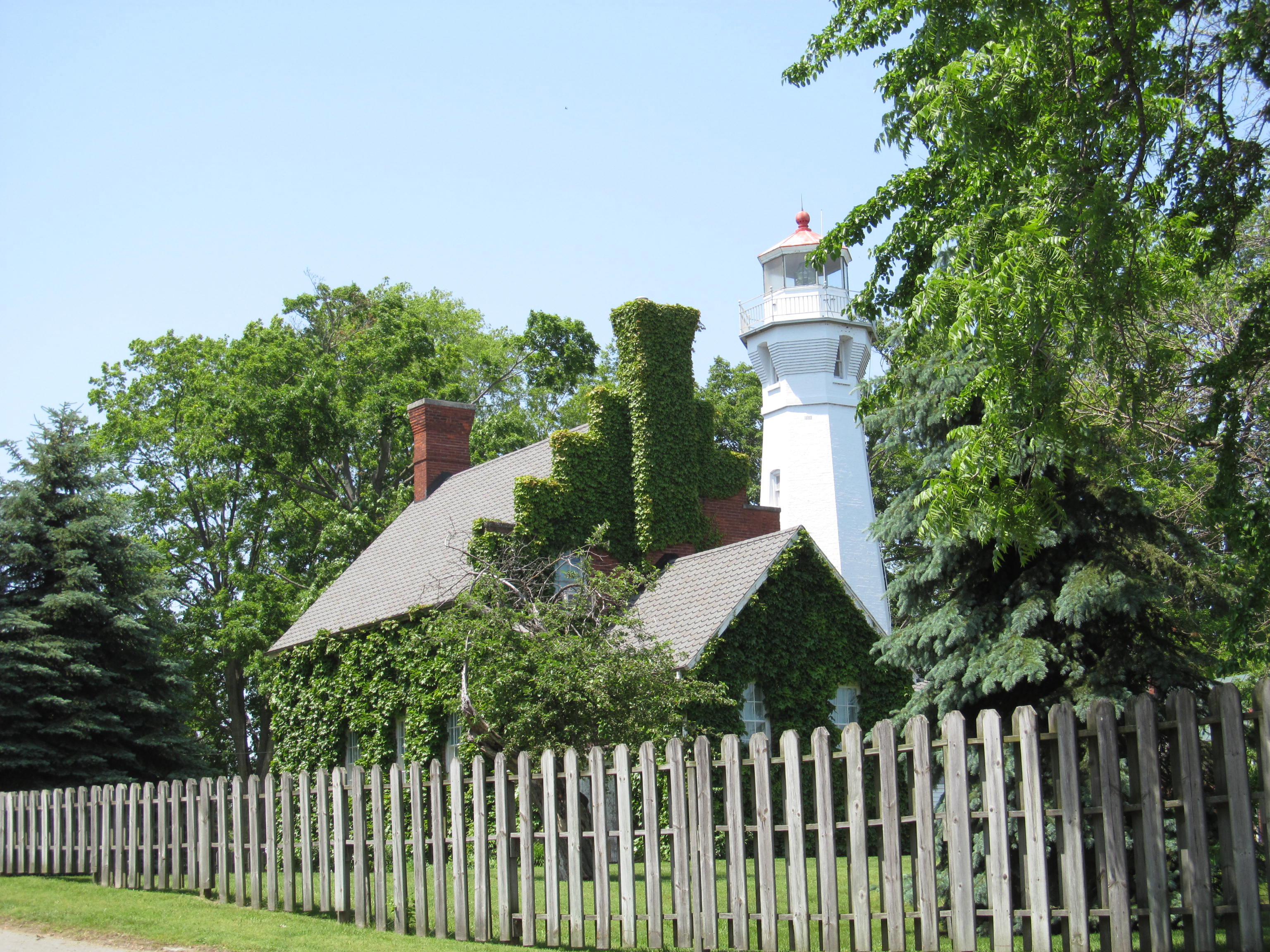
Le phare

### Lien connexe
- Liste des phares au Michigan